# Famille Duca
Famille Duca famille d'originaire grecque, établie en Moldavie, au service du Gouvernement Ottoman, elle joua un rôle important dans les principautés de Moldavie et de Valachie. Aujourd’hui il existe qu'une seul famille comportant ce noms dans le monde, entre 1891 et 2000, il y a eu 401 naissances de personnes portant le nom de famille DUCA en France. 

## Descendance
- Gheorghe II Duca prince de Moldavie de 1665 à 1666, puis de 1668 à 1672 et enfin, de 1678 à 1684. Il fut également prince de Valachie de 1674 à 1678, épouse Anastasia, la belle-fille d'Eustatie Dabija, prince de Moldavie de 1661 à 1665.
  - Constantin Duca prince de Moldavie du 23 avril 1693 au 18 décembre 1695 et de 1700 au 26 juin 1703.